# Westliche Grünmeerkatze

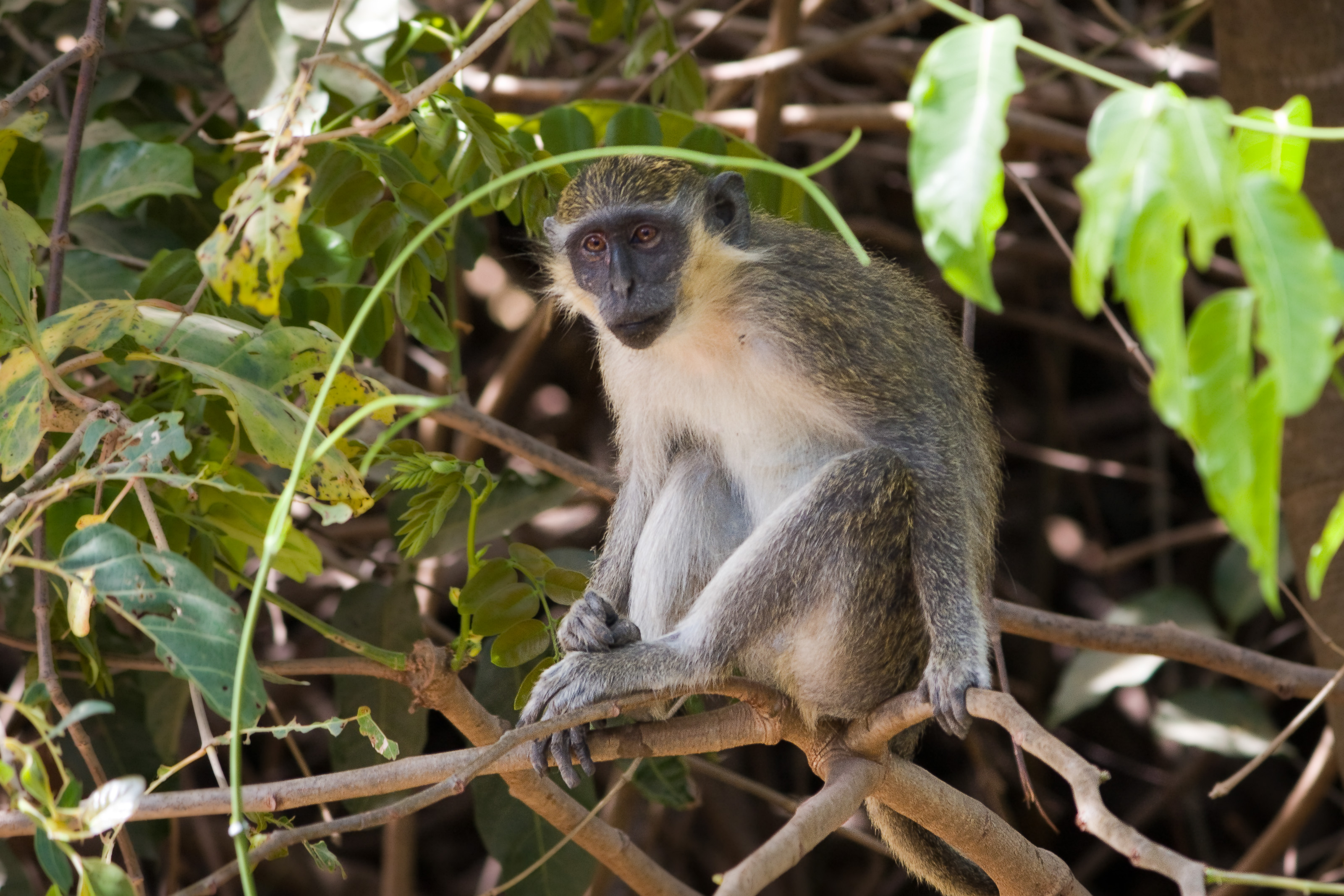
Westliche Grünmeerkatze

Die Westliche Grünmeerkatze (Chlorocebus sabaeus) ist eine Primatenart aus der Familie der Meerkatzenverwandten (Cercopithecidae). Sie ist eine der sieben Arten, in welcher die Grünen Meerkatzen in jüngeren Systematiken unterschieden werden.

## Merkmale
Westliche Grünmeerkatzen haben an der Oberseite ein gelbgrünes Fell, die Unterseite ist heller, fast weißlich, und das Gesicht ist dunkel. Die Schwanzspitze ist goldgelb gefärbt, ebenso die Rückseite der Oberschenkel und die Backenhaare. Im Gegensatz zu den anderen Grünen Meerkatzen sind die Hände und Füße hell gefärbt und die charakteristischen hellen Haare auf der Stirn fehlen. Auch ist das Skrotum heller als bei den anderen Arten. Diese Meerkatzen erreichen eine Kopfrumpflänge von 40 bis 60 Zentimetern und eine Schwanzlänge von bis zu 70 Zentimeter und ein Gewicht von 4 bis 6 Kilogramm, wobei die Männchen deutlich schwerer werden als die Weibchen.

## Verbreitung und Lebensraum

Verbreitungsgebiet der Westlichen Grünmeerkatze

Westliche Grünmeerkatzen sind im westlichen Afrika beheimatet, ihr Verbreitungsgebiet reicht vom Senegal bis zum Volta in Ghana. Auf Kap Verde sowie den Karibikinseln St. Kitts und Nevis und Barbados wurde die Art eingeführt. Sie sind nicht wählerisch in Bezug auf ihren Lebensraum und bewohnen sowohl Wälder als auch offenere Gebiete wie Savannen.

## Lebensweise
Die Lebensweise der Westlichen Grünmeerkatzen dürfte mit der der anderen Grünmeerkatzen übereinstimmen. Sie sind tagaktiv und halten sich häufiger als andere Meerkatzenartige am Boden auf, obgleich sie gut klettern können. Sie leben in großen Gruppen, die aus einigen Männchen, vielen Weibchen und deren Nachwuchs bestehen und bis zu 80 Tiere umfassen können. In den Gruppen etablieren Männchen und Weibchen eine ausgeprägte Hierarchie, die unter anderem im Zugang zu Nahrungsressourcen und der gegenseitigen Fellpflege zum Ausdruck kommt.

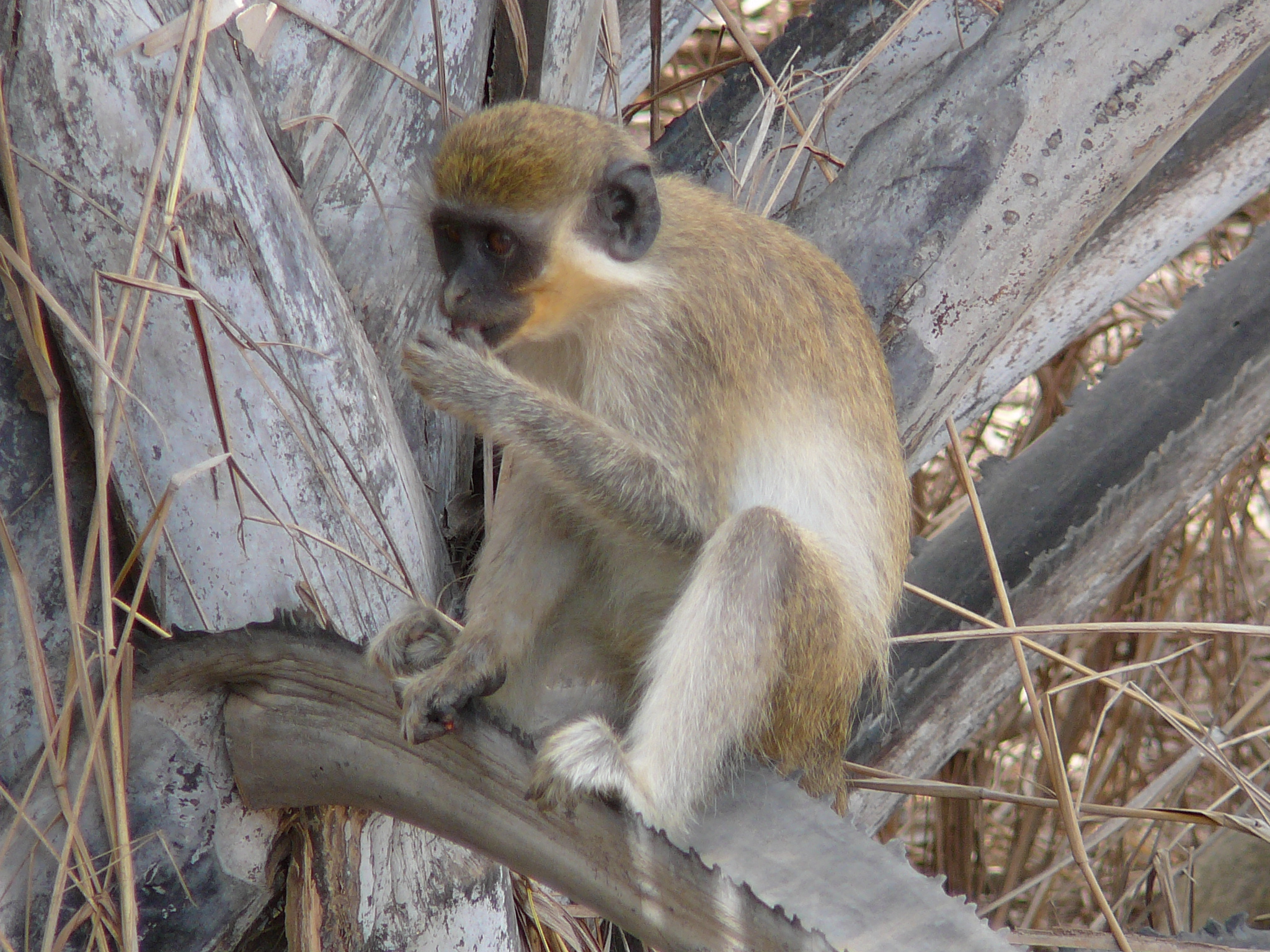
Westliche Grünmeerkatze in Gambia

Sie sind Allesfresser, die Früchte, Triebe und andere Pflanzenteile, aber auch Insekten zu sich nehmen. Eine Population im Senegal hat sich in Konvergenz zum Javaneraffen an eine Ernährung von Krabben angepasst.

## Fortpflanzung
Nach einer rund 160-tägigen Tragzeit bringt das Weibchen ein einzelnes Jungtier zur Welt. Die Geburt fällt in den Beginn der Regenzeit, in der ausreichend Nahrung zur Verfügung steht. Das Jungtier wird nach rund 6 Monaten entwöhnt und ist mit 4 bis 5 Jahren geschlechtsreif.

## Bedrohung
Zwar werden sie mancherorts wegen ihres Fleisches bejagt und leiden an der Zerstörung ihres Lebensraumes, dennoch dürften die Westlichen Grünmeerkatzen nicht zu den bedrohten Arten zählen.

## Weblinks

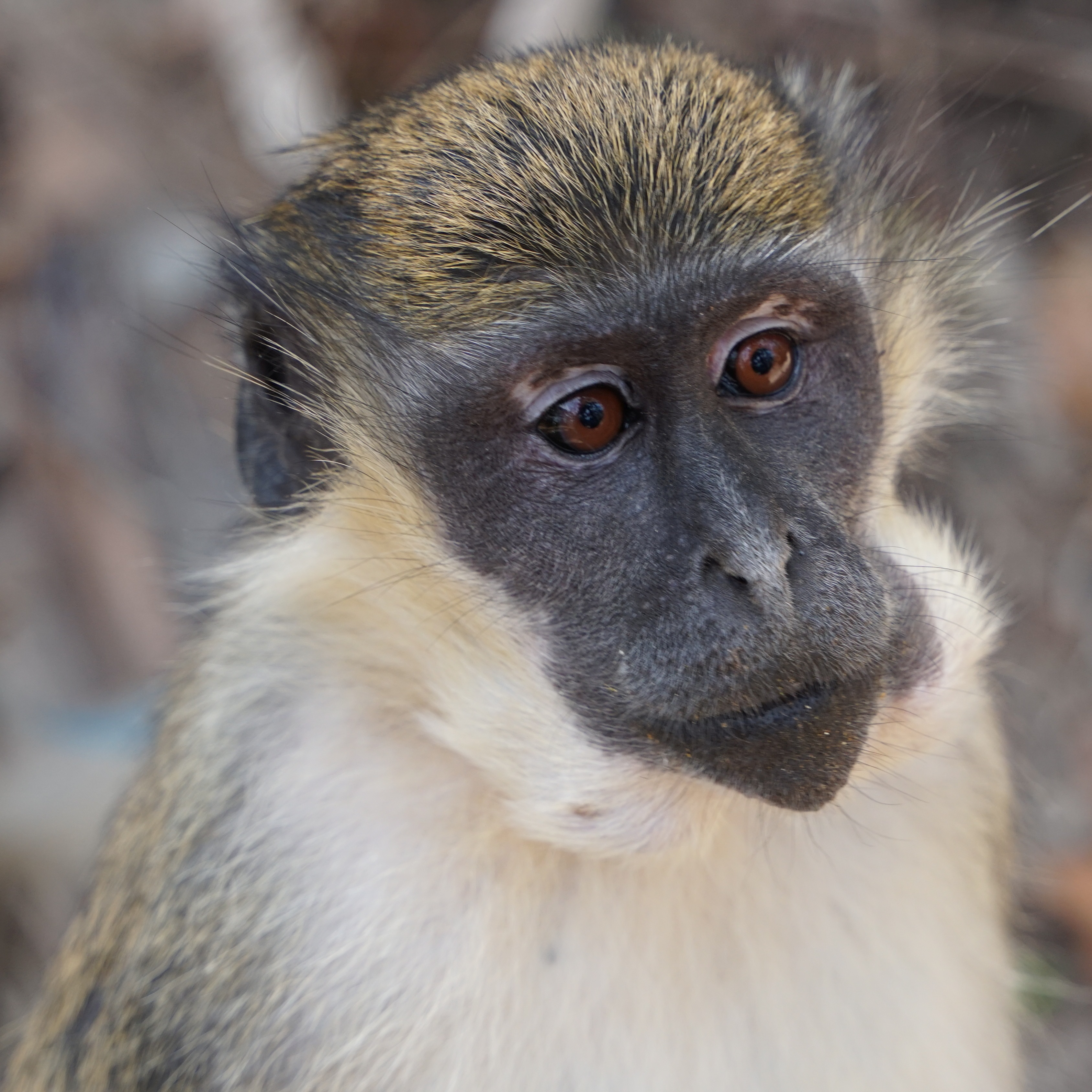
Westliche Grünmeerkatze - Nahaufnahme

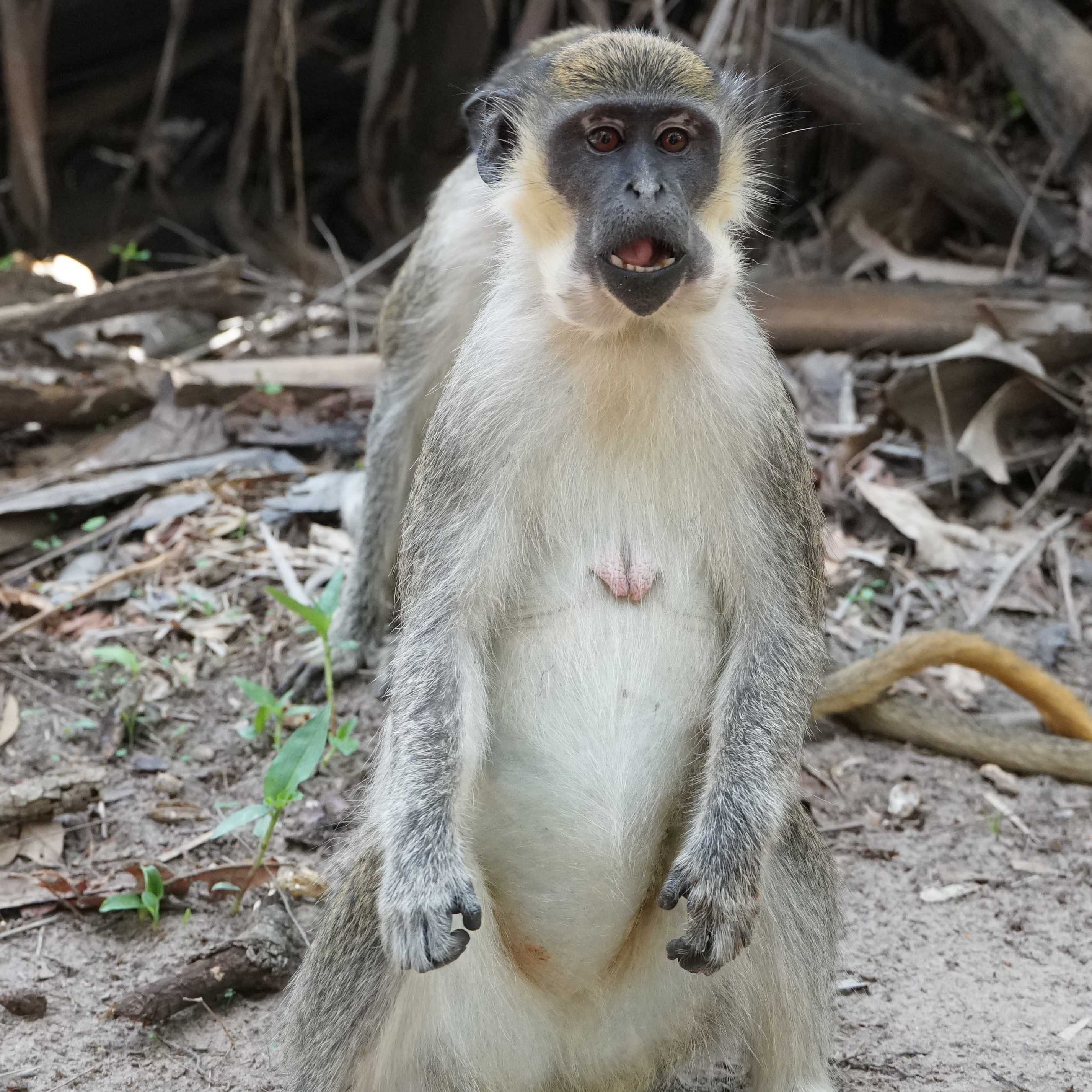
Westliche Grünmeerkatze - Weibchen